# Kvékerek
A Barátok Vallásos Társasága vagy közismert nevükön a kvékerek (angol: quakers) történelmileg a protestáns kereszténység egy ága; szigorú erkölcsi szabályok szerint, papság és szertartások nélkül élő vallási közösségek, amelyek Angliában alakultak meg a 17. században. Péter első levele alapján  minden hívő papságát vallják. Mára tartoznak közéjük evangelikál, szentségi, liberális és tradicionalista (ortodox) irányzatok, valamint nem-teista kvékerek is, akik részt vesznek a kvéker gyakorlatokban, de nem feltétlenül hisznek egy Istenben vagy Legfelsőbb Lényben. 
A korai hívek a bibliai János ev. 15:14 után  Barátok néven emlegették egymást, mások pedig eredetileg kvékereknek nevezték őket, mivel a mozgalom alapítója, George Fox azt mondta egy bírónak, hogy "Isten tekintélye előtt" remegjen (quake).
Az angol kvékerek Oliver Cromwell, azaz a rövid életű Angol Köztársaság (1653–1658) bukása után az észak-amerikai kontinensen telepedtek le. A vallásuk mára világszerte elterjedt, 2017-ben mintegy 377 ezer felnőtt hívük van, főleg az Amerikai Egyesült Államokban, Latin-Amerikában, Afrikában. Az afrikai kvékerek az összlétszám közel felét teszik ki, legnagyobb számban Kenyában élnek. Európai viszonylatban Magyarországon is jelentősen jelen vannak, a közösség honlapja szerint Anglia után a legtöbben.

## Hitük jellemzői

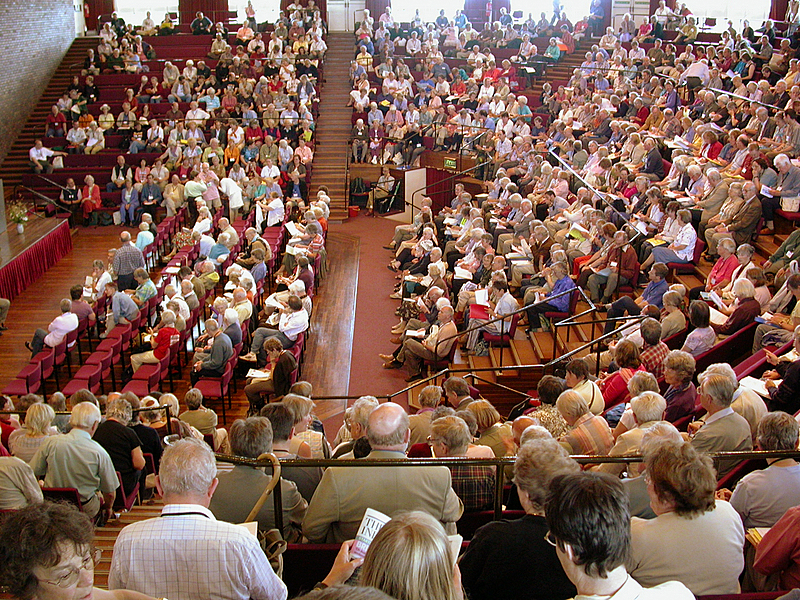
Kvéker összejövetel az angliai Yorkban

Alapvető hitük az, hogy az isteni kinyilatkoztatás közvetlen és személyes jellegű, azaz minden személy tapasztalhatja Isten szavát szellemükben, és a Barátok igyekeznek arra figyelni. Azt a kinyilatkoztatást, amit „belső világosság”, vagy „benső Krisztus”-ként emlegetnek, az első Barátot a történelmi Krisztussal azonosították. Elutasítanak mindenféle formális hitvallást, istentiszteleteik alapja a csend és minden résztvevőt az Isten szava „lehetséges edényének”, azaz közvetítőjének tartanak ahelyett, hogy egy, a többiektől elválasztott különleges, fizetett papságra számítanának. A kvékerek az emberi jóságot hangsúlyozzák, mivel hitük szerint Isten egy része mindenkiben benne van, ugyanakkor pedig elismeri az emberi gonoszság jelenlétét is és igyekszik azt kiirtani, amennyire csak lehetséges. 
A kvékerizmus egy életforma; a Barátok nagy hangsúlyt helyeznek a keresztény elvek szerinti életvitelre. A kvékerek igazsága és őszintesége legendás, például a kvéker árus nem alkudozik, mert az alkudozás egy rugalmas igazságot sejtetne. Jézust követve, a Barátok elkerülik a fényűzést, és nagy hangsúlyt helyeznek az öltözet, a viselkedés és a beszéd egyszerűségére. Egészen a 20. század elejéig megőrizték sajátos „sima beszéd” néven ismert beszédmódjukat, mely többek között előnyben részesítette a tiszteletteljes „önözést” a közvetlenebb „tegezés” helyett. A társadalmi osztályok közötti különbségek kiegyenlítésére, és a közvetlenebb lelki közösség fenntartására törekszenek, ezek a kvéker tanítások szerves részét képezik.
A Társaság igazgatásában és kiváltságaiban a nemeket nem különböztetik meg. A tagság előfeltétele a jelöltnek a tagsággal járó kötelezettségek ismeretének és elfogadására való készsége, valamint egy erkölcsi  és vallási tanúbizonyság tevése.
A Barátok rendszeresen, hetente egyszer vagy kétszer gyűlnek össze csendes, várakozó istentiszteletre. Főleg a kezdeti időkben, gyülekezéseiket nem arra szolgáló házakban, hanem a természet ölén, szántóföldön, erdei tisztáson, vagy magánházaknál tartották. Gyülekezéseiken nem prédikálnak, formális szertartásokat sem végeznek, céljuk a tagok segítsége, hogy Isten jelenlétét, életüket vezérlő lélekként érezhessék. Ezeken a gyűléseken a tagok saját hitértelmüket és hiteiket a gyülekezet egészéhez mérik. Ez úgy történik, hogy mintegy félórai csendes várakozás után egy vagy több személy kinyilatkozást kap Istentől, amit tolmácsol a jelenlévők számára. Eszerint Istent a róla való beszédekkel, jóra való buzdításokkal tisztelik. Mivel a kvékerek vallása fizikai megnyilvánulás nélküli, teljesen lelki hiten alapul, ezért e gyülekezeti alkalmak hagyományosan mindenféle előre elkészített programot, prédikációt, éneklést vagy külsődleges szertartást mellőznek. Manapság azonban az amerikai Barátok Társaságának több mint fele fizetett lelkészeket alkalmaz, és gyűléseiket legalábbis részben, előkészített programok alapján tartják.
Istentisztelet alkalmával a gyűlés minden tagja nagy felelősséget vállal magára azzal, hogy magát „az Isten szavát közvetítő alkalmas edénnyé” tegye. Egy, Imádság és Szolgálat, vagy Szolgálat és Felügyelés néven ismert, a gyülekezet által kijelölt csoport felelős a gyülekezet lelki életéért. A Felügyelők lelki gondozást nyújtanak a tagoknak, vagy megosztják a gondozást, ha lelkipásztor van alkalmazásban. A társaság vallásos fegyelmét és igazgatását az időközönként tartott „Ügyleti Értekezlet”-ek szabályozzák. Egy vagy néhány helyi közösség képezi az un. „Havi Értekezlet”-et, egy vagy több Havi Értekezlet alkotja a „Negyedéves Értekezlet”-et, és egy földrajzilag meghatározott terület (ország) Negyedéves Értekezletei alkotják a Barátok Vallásos Társasága „Éves Értekezlet”-ét. Az Éves Értekezlet képezi a fennhatósága alatt álló minden gyülekezet hitelvi és igazgatási ügyeinek legfelsőbb hatóságát. A kvéker gyülekezetekben rendszerint nem szavaznak, hanem a tagok a tanácskozások útján keresik minden kézenfekvő ügyben Isten akaratát. A Kvéker hitelvek szerves részeként, a tagokat rendszeresen és formálisan is kikérdezik a kvéker alapelvek pontos betartásáról. E kérdések kiterjednek a gyermekeik képzésére, részegítő- vagy kábítószerek használatára, a szükségben lévők gondozására, egy szélesebb értelemben a faji és vallási toleranciára, és a bántást okozóknak a szeretet lelkével (a büntetés kiszabása helyett) való kezelésére is. A legtöbb amerikai Barátok csoportjait az Amerikai Barátok Szolgálati Bizottsága (AFSC) képviseli, melyet 1917-ben a katonai szolgálatot lelkiismereti okokból megtagadók ügyének pártolására, támogatására, és az európai segítségnyújtás szervezésére alapítottak és manapság fő feladatának az erőszakmentes társadalom kialakítását tekinti.

## Liberális kvékerek
A kvékerizmus keresztény gyökerekkel rendelkező, de rögzített hitvallás nélküli felekezet, melynek istentisztelete a csenden és a lélek hallgatásán alapul. A kvékerek az igazságot, egyenlőséget és egyszerűséget gyakorolják, és a békéhez vezető ösvényeket követik. A 17. századi Angliában az Oliver Cromwell vezette polgárháborúk idején alakult vallásos közösség hivatalos neve ugyan „Barátok Vallásos Társasága”, de köznapi szóhasználatban főleg kvékerek vagy Barátok néven ismertek. Központi tanításuk az, hogy Isten Lelke mindenkiben benne van (amit „Benső Világosságnak” neveznek), és csak arra figyelnek; életvitelükben, beszédükben és öltözködésükben egyaránt nagy gondot fordítanak a „Világtól” való távolságtartásra.
Az 1840-ben történt Gurneyita-Wilburita szakadás során alakult ki a liberális vonalat követő Gurneyita ágazat, amely az 1870-es évek evangelizáló feléledési mozgalmaktól kölcsönzött módszereket vezetett be, és napjainkban csaknem megkülönböztethetetlenek a liberális kereszténységet képviselő többi csoportosulástól.

### Istenképzet
Változatos hitek az anyagtalan, lélekszerű személyes Istentől egészen a személyes Isten létét kétlő hitekig terjedő skálán.

### Megtestesülések
Jézus Krisztust mint Isten megtestesülését illetően, a hitek meglehetősen változnak a szó szerinti értelmezéstől a teljesen jelképesig. Legtöbbjük úgy hiszi, hogy mi mindannyian Isten fiai és leányai vagyunk, akiknek a legfőbb feladata az Istenre (a mindenki számára elérhető ún. „Belső Világosságra”) való figyelmezés és annak megtapasztalása.

### A világmindenség és az élet eredete
A hangsúly az egyénenként kinyilatkoztatott lelki igazságokon van. Sokuk hiszi, hogy Isten teremtett és vezérel minden folyamatot és eseményt és azokat a modern tudósok sorra felfedezik, és sokuk úgy véli, hogy a tudományos értelem egyedül nem jelent tudást.

### A halál után
Csak néhány liberális kvéker hisz a halál utáni közvetlen jutalomban és bűnhődésben, a mennyben és a pokolban, vagy Krisztus második eljövetelében. Az elsődleges dolog számukra az, hogy Isten a szeretet, szeretet örökkévaló, és életünk tettei az egész emberiség iránti szeretetet kell, hogy tükrözzék.

### Miért van Gonosz?
Az ezzel kapcsolatos hitek széles sávban változnak, mert a fő kérdés nem az, hogy miért van gonosz a világban, hanem hogy milyen módon lehet, kell a rosszat, főleg az erőszakot felszámolni. Sokan hisznek abban, hogy egy másik ellen elkövetett erőszak Isten ellen szól. Sok kvéker hiszi, hogy az Isten lelki világosságának hiánya gonoszsághoz vezethet. Sokan gondolják, hogy a gonosz egyszerűen csak az emberi természet szerencsétlen része és mindegyikőnknek kell a felszámolásán munkálkodnunk.

### Megváltás
Igen változatos az ezzel kapcsolatos felfogás. Legtöbbjük hite szerint mindenki meg lesz mentve, mert Isten jó és megbocsátó, és Isten világossága mindenki számára elérhető. A jótéteményeket, különösen a társadalmi munkát és a békemozgalmakat az emberiség megmentése szerves részének tartják, és mindenkinek részt kell vennie bennük attól függetlenül, hogy a halál utáni életben az egyén hisz-e vagy sem.

### Érdemtelen szenvedés
A liberális kvékerek nem hiszik, hogy Sátán okozza az emberiség szenvedéseit. Némelyek úgy gondolják, hogy a szenvedés része Isten tervének és akaratának, még ha mi nem is értjük meg azonnal, hogy mi módon válik az az emberiség javára. Vannak, akik nem hiszik, hogy bármilyen lelki oka is lenne a szenvedésnek, és legtöbben humanista megközelítéssel próbálják segíteni a rászorulókat.

### A mai kor kérdései
Különböző nézetek vannak a kvékerek közt is. Vannak akik szerint az abortusz ellenkezik a Kvéker erőszakmentesség elvével, de néhányan az abortusz választásának jogát a nők egyenlőségi jogának és az asszony és Isten közötti személyes ügynek tekintik. A sok más felekezetből valókból is álló független kvéker szervezet az un. Amerikai Barátok Szolgálati Bizottság (AFSC), amely nemzetközi gazdasági-, béke- és emberi- segítséget nyújt, támogatja a nők jogát, hogy lelkiismerete alapján válassza, vagy elutasítsa az abortuszt.

## Ortodox kvékerek
Az 1840-ben történt Gurneyita-Wilburita szakadás során a Wilburita ágazat próbálja megőrizni eredeti hitalapjaikat, világnézetüket és életmódjukat, de társadalmi befolyásuk e modern korban egyre csökken.

### Istenképzet
Az Atya (Isten)-, a Fiú (Krisztus)- és a Szentlélek Szentháromsága alkotja az egy Mindenható Istent. Isten személyes és anyagtalan.

### Megtestesülések
Jézus Krisztus az Isten egyetlen megtestesülése. Isten fényként nyilvánul meg mindenekben. Jézus a világosságot a legmagasabb fokig bírja és Ő a „Belső Világosság”.

### A világmindenség és az élet eredete
A legtöbb ortodox kvéker fenntartja a Biblia tekintélyét és az abban leírt teremtéstörténetet, hogy Isten mindent hat nap alatt teremtett 6000 évvel ezelőtt, de sokan gondolják úgy, hogy a „nap” nem szükségszerűen jelenti a mai 24-órányi időszakot.

### A halál után
A legtöbb ortodox kvéker hisz a halál utáni közvetlen jutalomban és büntetésben, a mennyben és a pokolban, Krisztus második eljövetelében és a halottak feltámasztásában – a konzervatív keresztény nézetekhez hasonlóan.

### Miért van Gonosz?
Némely ortodox kvéker a konzervatív keresztényekhez hasonló hitet vall az eredeti bűnről és Sátánról. Sokan hiszik, hogy Isten világossága belső tudatosságának hiánya, vagy az az elleni lázadás okozza a bűn méltánytalanságát, és hogy az Istentől való elidegenülés a lelket a Sátán kísértései által sebezhetővé teszi.

### Megváltás
Csupán néhány kvéker gyülekezet hisz keresztelésben és úrvacsorában, minthogy meggyőződéseik szerint Isten szentségei az Istennel való személyes érintkezések belső megtapasztalásából származnak, nem egyházi szertartásokból. A megváltás a mindenkiben meglévő isteni világossággal, Krisztussal való egyesülés által, bensőleg található meg. Az egyszerűséget és alázatot a keresztény életmód lényegének tartják. Az evangelizáló kvéker közösségek a konzervatívokhoz hasonlóan hiszik, hogy a megváltás a hit által, jótéteményektől függetlenül elnyerhető Isten szabad ajándékaként, de az erkölcsös életvitelt és a jótéteményeket a hit és az Istennek való engedelmesség megnyilvánulásának tekintik, így aktívak a segélyszolgálatokban, társadalmi igazság- és békemozgalmakban.

### Érdemtelen szenvedés
Az ortodox kvékerek legtöbbje úgy tartja, hogy Isten engedélyével és az ő isteni terve és akarata részeként a Sátán okozza a szenvedést. A kvékerek különösen igyekeznek csökkenteni a társadalmi igazságtalanságok és az erőszak okozta emberi szenvedéseket.

### A mai kor kérdései
A társadalomjavítási programok és az erőszakmentesség alapvető fontosságúak a kvékerizmusban. Némely ortodox kvéker gyülekezet a homoszexualitást elfogadhatónak tartja, míg mások Isten akaratával alapvetően ellenkezőként teljesen elutasítják.

## Híres kvékerek
- Péri László  (1899–1967) szobrász
- Herbert Hoover (1874–1964) amerikai elnök
- Richard Nixon (1913–1994) amerikai elnök